# Bifröst (Islande)
Pour les articles homonymes, voir Bifrost.
Bifröst est une localité islandaise de la municipalité de Borgarbyggð située à l'ouest de l'île. En 2011, le village comptait 221 habitants.